# 中橋 (宮川)

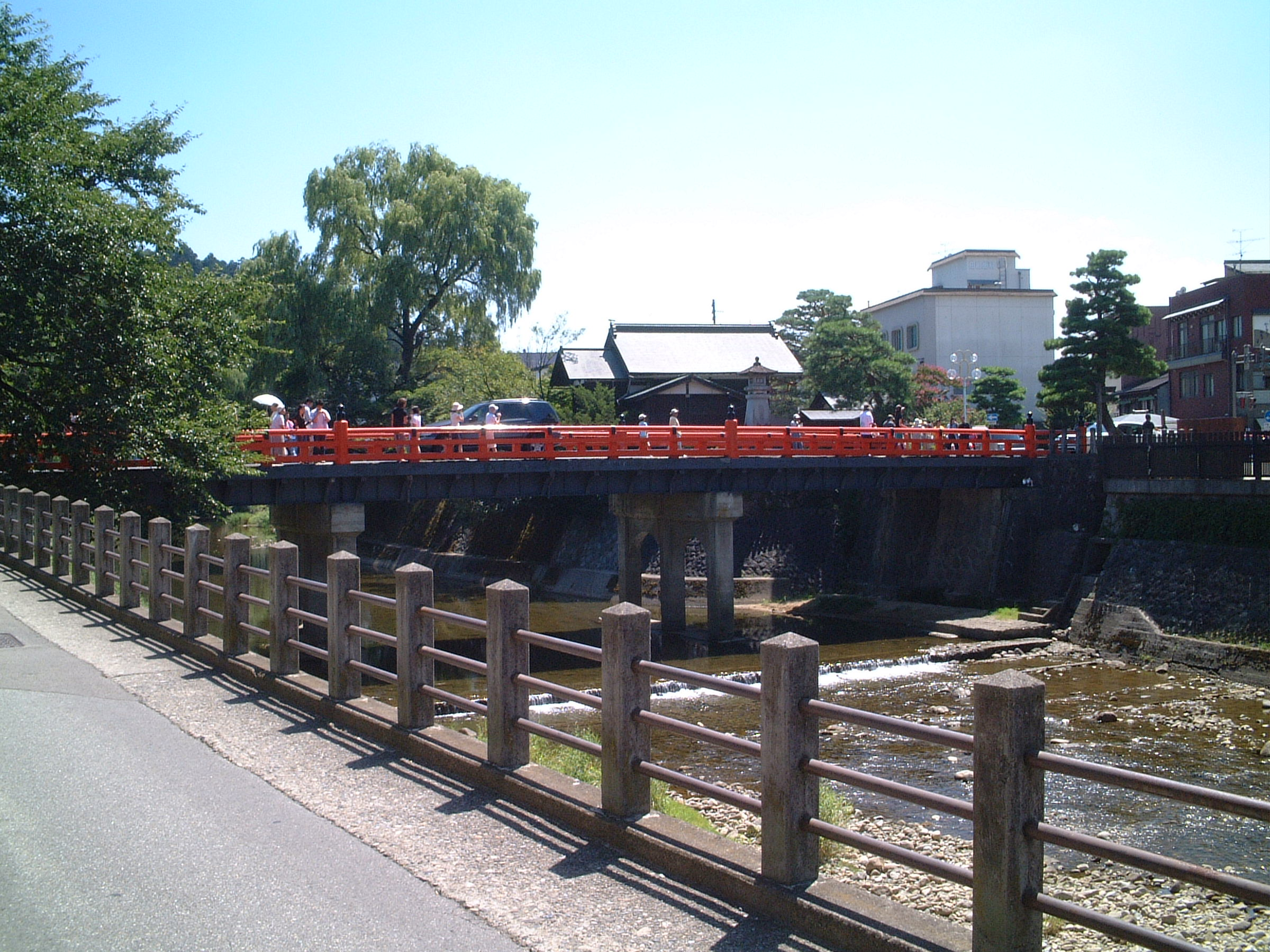
市内を流れる宮川に架かる中橋
（2004年（平成16年）8月）

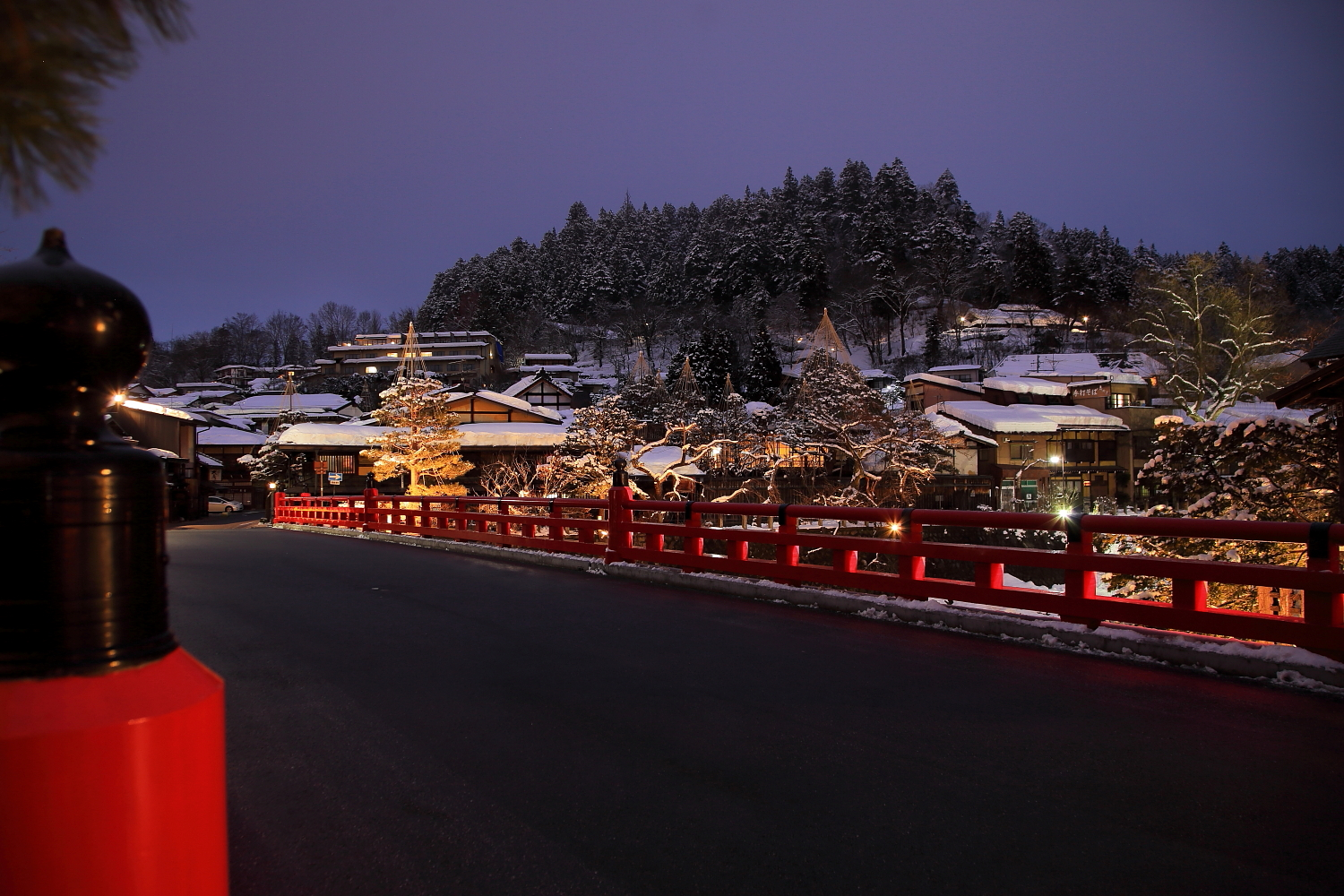
夕刻の中橋
（2015年（平成27年）2月）

中橋（なかばし）は岐阜県高山市本町一丁目と上三之町を結ぶ宮川に架かる橋。擬宝珠や欄干をそなえ、全体を朱色にまとった特徴を持つことから赤い中橋（あかいなかばし）とも呼ばれる。
毎年4月14日・4月15日に開催される春の高山祭（山王祭）は日本三大美祭の一つと知られ、神楽臺が獅子舞を伴いながら中橋を渡る「橋渡し」は、山王祭の最も大切な行事のひとつになっている。
中橋は桜や柳の木が並ぶ飛騨高山観光のシンボルで、周辺は各テレビ局のお天気カメラ設置ポイントとなっている。

## 概要
- 供用 ：1925年（大正14年）
  - 1965年（昭和40年）に欄干を取替。現在の朱色になった。
- 延長： 35.4 m
- 幅員： 7.9 m
- 形式： 単純プレートガーダー

## 歴史
高山市が城下町として栄えていた時代に架けられた橋であるが、幾度か水害により流失している。現在の橋は1925年（大正14年）に架け直され、1965年（昭和40年）に現在の形に改造されたものである。

## ライトアップ
春夏秋冬の年4回、夜になるとライトアップが行われる。ライトアップは1987年以前より行われているもので飛騨高山の観光地ライトアップの契機となった。秋冬のライトアップは通しで行われ例年紅葉シーズンに合わせて開始されるが、2007年の秋冬は飛騨・美濃じまんプロジェクトの観光キャンペーン「ひだ・みのじまんキャンペーン」開始に合わせ1週間早めてライトアップが開始された。高山市では中橋に限らず多くの観光地でライトアップが行われている。

## 隣の橋
枡形橋 - 中橋 - 筏橋